# Carol Dweck

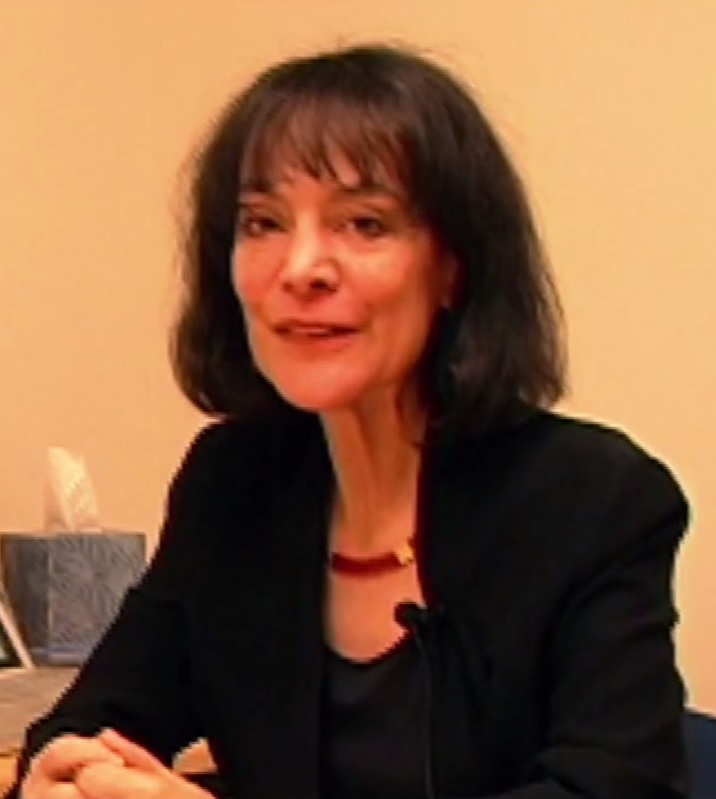
Carol S. Dweck

Carol S. Dweck (ur. 1946) – amerykańska psycholog, profesor Uniwersytetu Stanforda. Laureatka Nagrody Yidana.

## Wybrane publikacje książkowe
- Mindset: The New Psychology of Success
- Self-theories. Their Role in Motivation, Personality, and Development